# 足利基氏
足利基氏（日语：／ Ashikaga Motouji，1340年4月2日—1367年5月25日）是日本南北朝時代的武將，首任鎌倉公方（任期為正平4年或貞和5年9月9日（1349年10月21日） - 正平22年或貞治6年4月26日（1367年5月25日），後來古河公方家系之祖。基氏是室町幕府首任將軍足利尊氏的四子，是正室赤橋登子的次子。

## 生涯
足利將軍家的內亂觀應之亂爆發後，尊氏傳召身在鎌倉的嫡子，基氏之兄足利義詮返回京都為擔任下任將軍作準備，讓其擔當政務工作。正平4年或貞和5年（1349年），作為次子的基氏則成為鎌倉公方，管理鎌倉府。年紀尚幼的基氏由執事（後來的關東管領）上杉憲顯輔佐。
按《鎌倉九代後記》記載，基氏約離開鎌倉與南朝勢力戰鬥達6年，由於曾經在入間川沿岸駐紮而稱為「入間川殿」，當時他的住所稱為入間川御陣。尊氏死後，畠山國清謀殺南朝的新田義興後，在正平16年或康安元年（1361年），足利直義的舊臣要求基氏罷免曾經擔當執事輔佐過自己的國清，後來國清被討伐後，一度由高師有擔任執事，在正平18年或貞治2年（1363年）6月，改為任命身在越後的憲顯為關東管領，並且傳召至鎌倉。
此時，基氏與兄長義詮計劃讓憲顯取代曾經幫助父親尊氏的宇都宮氏綱，再次成為越後和上野守護。氏綱大怒，並且派其家臣上野守護代芳賀禪可前往迎擊，卻在武藏國苦林野（現埼玉縣入間郡毛呂山町苦林地區）不敵基氏，基氏隨即揮軍攻向宇都宮。期間，氏綱通過祇園城的小山義政向基氏解釋並且獲得接納，基氏就此打道回府，並且強行將上野和越後守護的職位轉讓給憲顯，從而鞏固足利氏在關東地方的勢力。此外，基氏亦讓夢窗疎石的弟子義堂周信前往鎌倉，加以獎勵他普及五山文學和禪宗，對關東文化興盛作出貢獻。
正平22年或貞治6年（1367年），基氏死去，享年28歲，死於痲疹，而按《難太平記》記載亦可能是自殺，同年12月7日，其兄義詮也死去。
基氏的子孫鎌倉公方家系的足利家中，其中一支在江戶時代成為喜連川家，雖然俸祿不足1萬石，卻視作10萬石格的大名。明治時代，喜連川家位列華族，並且復姓足利存續至今。
在埼玉縣東松山市岩殿字油免，現存基氏在岩殿山合戰期間建造的館。

## 個人
按說話集《塵塚物語》記載，基氏是「武藝高強之餘，亦是慈悲為懷，為人誠實，對和歌有興趣。」（武勇の誉れ高く慈悲深い人物、正直者で、和歌の嗜みもある）。
《塵塚物語》也記載基氏對食物執著的一面。基氏命人煮一道鯽魚羹，但是廚師未有將鯽魚完全煮熟，鯽魚內裡的半邊仍然未熟。對此，基氏相當憤怒並且嚴詞斥責，甚至處罰廚師裸身正座於緣側上，自己則出門鷹狩。基氏狩獵後回來，仍然看見廚師裸身跪坐在緣側。雖然，實際上執事讓廚師在基氏出門期間穿上衣服，但是基氏認為整日裸身正座的處罰未免太過嚴厲，並且對於自己的一時衝動感到羞愧。
基氏對管弦樂，尤其是笙很感興趣。文和2年（1353年），為了對抗南朝，基氏駐紮於入間川時，傳召豐原成秋，要求其教他吹笙。其後，基氏又要求信秋傳授他秘曲，並且以此為功績，賞賜他在武藏國內的領地。
宗教層面上，基氏信奉於義堂周信。正平17年、康安2年或貞治元年（1362年），基氏捐贈相模國（現神奈川縣）北深澤庄的莊園給義堂。同年，基氏在入間川陣中期間，他為了義堂不惜前往鎌倉，替瑞泉寺的一覽亭舉行的花見作準備。同年冬天，基氏返回鎌倉後，義堂為了基氏詠唱了慶祝之歌。義堂在自己的日記寫道未有考慮自己和基氏立場不同等問題，而是視為結識到如魚得水的朋友。
基氏曾經寫信給冷泉為秀，讓他教導和歌，其作品分別有五首載於新千載和歌集、八首於新拾遺和歌集、三首於新後拾遺和歌集和一首於新續古今和歌集。
基氏興趣廣泛而且有深度，但是由於義堂周信認為田樂會阻礙管治國家，因此基氏惟獨田樂完全未有涉獵。

## 經歷
- 正平4年或貞和5年（1349年）9月9日，就任鎌倉公方，遷往鎌倉。
- 正平7年或文和元年（1352年）2月25日，元服並且改名基氏。8月29日，位列從五位下，任命為左馬頭。
- 正平14年或延文4年（1359年）1月26日，轉任左兵衛督，並且升至從四位下。
- 正平19年或貞治3年（1364年）4月14日，升至從三位，留任左兵衛督。